# Rangers W.F.C.
Rangers W.F.C. – kobieca sekcja piłki nożnej szkockiego klubu sportowego Rangers F.C., mający siedzibę w mieście Glasgow, w środku kraju, występujący od sezonu 2009/10 w rozgrywkach Scottish Women's Premier League. 

## Historia
Chronologia nazw:
- 2008: Rangers Ladies F.C.
- 2018: Rangers W.F.C.

Kobieca drużyna piłkarska Rangers Ladies F.C. została założona w Glasgow w czerwcu 2008 roku jako sekcja klubu sportowego Rangers F.C. po przejęciu klubu Paisley City. Drużyna natychmiast startowała w rozgrywkach SWL Division 1 (D2), zastępując drużynę Paisley City. W swoim inauguracyjnym sezonie zespół zdołał zwyciężyć w lidze, awansując do Scottish Women's Premier League oraz dotrzeć do finału pucharu swego kraju w maju 2009 roku, gdzie po dogrywce przegrał 0:5 ze swoim przeciwnikiem Glasgow City. Na swój pierwszy tytuł klub musiał czekać aż do sezonu 2021/22, kiedy został mistrzem kraju. Dzięki mistrzostwu drużyna wzięła udział w Lidze Mistrzyń UEFA sezonu 2022/23. Przed sezonem 2018 oficjalna nazwa zespołu została zmieniona na Rangers W.F.C..

## Barwy klubowe, strój, herb, hymn
|  |

Klub ma barwy niebieskie. Piłkarki domowe spotkania zazwyczaj grają w niebieskich koszulkach, białych spodenkach oraz getrach.

## Sukcesy

### Trofea międzynarodowe
| \| \| Zdobyte trofea w rozgrywkach międzynarodowych (stan na: 31-05-2024) \| |                                                                     |      |          |
| Rozgrywki                                                                    | Osiągnięcie                                                         | Razy | Sezon(y) |
| Liga Mistrzyń UEFA                                                           | zdobywca                                                            | 0    |          |
| Liga Mistrzyń UEFA                                                           | finalista                                                           | 0    |          |
| Liga Mistrzyń UEFA                                                           | 2 r.kw.                                                             | 1    | 2022/23  |
| FIFA                                                                         | Zdobyte trofea w rozgrywkach międzynarodowych (stan na: 31-05-2024) |      |          |

### Trofea krajowe
| \| \| Zdobyte trofea w rozgrywkach Szkocji (stan na: 31-05-2024) \| |                                                            |      |                        |
| Rozgrywki                                                           | Osiągnięcie                                                | Razy | Sezon(y)               |
| Mistrzostwo                                                         | I miejsce                                                  | 1    | 2021/22                |
| Mistrzostwo                                                         | II miejsce                                                 | 2    | 2014, 2023/24          |
| Mistrzostwo                                                         | III miejsce                                                | 9    | 2020/21, 2022/23       |
| Puchar                                                              | zdobywca                                                   | 1    | 2023/24                |
| Puchar                                                              | finalista                                                  | 3    | 2008/09, 2010, 2022/23 |
| Puchar Ligi                                                         | zdobywca                                                   | 2    | 2022/23, 2023/24       |
| Puchar Ligi                                                         | finalista                                                  | 0    |                        |
| II liga                                                             | I miejsce                                                  | 1    | 2008/09                |
| II liga                                                             | II miejsce                                                 | 0    |                        |
| II liga                                                             | III miejsce                                                | 0    |                        |
| Szkocja                                                             | Zdobyte trofea w rozgrywkach Szkocji (stan na: 31-05-2024) |      |                        |

## Poszczególne sezony

### Rozgrywki międzynarodowe

#### Europejskie puchary
Klub 2 razy uczestniczył w rozgrywkach europejskich (2021/22, 2023/24).

### Rozgrywki krajowe
| \| Szkocja \| Bilans występów klubu w rozgrywkach piłkarskich Szkocji (Stan na 31 maja 2024 r.) \| \| |                                                                                   |        |       |   |   |   |    |    |     |            |        |        |      |
| Poziom                                                                                                | Rozgrywki                                                                         | Sezony | Mecze | Z | R | P | B+ | B– | Pkt | Lata       | Awanse | Spadki | Naj. |
| I | Division 1 / Premier Division / SWPL / SWPL 1                                     | 16     |       |   |   |   |    |    |     | od 2009/10 | 0      | 0      | 1    |
| II | Division 2 / Division 1 / SWPL 2                                                  | 1      |       |   |   |   |    |    |     | 2008/09    | 1      | 0      | 1    |
| III                                                                                                   | Division 3 / Division 2 / Division 1                                              | 0      |       |   |   |   |    |    |     |            | 0      | 0      |      |
| | Puchar Szkocji                                                                    | 14     |       |   |   |   |    |    |     | od 2008/09 | 0      | 0      | 1    |
| Szkocja                                                                                               | Bilans występów klubu w rozgrywkach piłkarskich Szkocji (Stan na 31 maja 2024 r.) |        |       |   |   |   |    |    |     |            |        |        |      |

## Piłkarki, trenerzy, prezydenci i właściciele klubu

### Piłkarki

#### Aktualny skład zespołu
Stan na 12.06.2024:
| Nr | Poz. | Piłkarz                   |
| -- | ---- | ------------------------- |
| 1  | BR   | Jenna Fife                |
| 2  | OB   | Nicola Docherty (kapitan) |
| 4  | OB   | Kathryn Hill              |
|    | OB   | Laura Rafferty            |
| 6  | PO   | Tessel Middag             |
| 7  | NA   | Brogan Hay                |
| 9  | NA   | Kirsty Howat              |
| 10 | NA   | Rio Hardy                 |
| 11 | NA   | Megan Bell                |
| 13 | NA   | Jane Ross                 |
| 14 | PO   | Mia McAulay               |

| Nr | Poz. | Piłkarz           |
| -- | ---- | ----------------- |
| 15 | NA   | Lizzie Arnot      |
| 16 | OB   | Eilidh Austin     |
| 17 | PO   | Sarah Ewens       |
| 19 | PO   | Chelsea Cornet    |
|    | OB   | Leah Eddie        |
| 22 | BR   | Victoria Esson    |
| 23 | PO   | Kirsty Maclean    |
| 24 | PO   | Olivia McLoughlin |
| 26 | NA   | Jodi McLeary      |
|    | NA   | Katie Wilkinson   |

### Trenerzy
...
- 2017–06.2018:  Amy McDonald
- 2019:  Grégory Vignal
- 01.2020–06.2024:  Malky Thomson
- od 07.2024:  Jo Potter

## Struktura klubu

### Stadion
Drużyna rozgrywa swoje mecze domowe w Cumbernauld na stadionie Broadwood Stadium, który może pomieścić 8.086 widzów.

## Kibice i rywalizacja z innymi klubami

### Derby
- Celtic
- Glasgow City